# Станковце (Требишов)
Станковце (слч. Stankovce) насељено је мјесто са административним статусом сеоске општине (слч. obec) у округу Требишов, у Кошичком крају, Словачка Република.

## Становништво
| Година:    | 1994. | 2004.   | 2014.    | 2024.    |
| ---------- | ----- | ------- | -------- | -------- |
| Број људи: | 177   | 189     | 164      | 136      |
| Разлика:   |       | +6,77 % | -13,22 % | -17,07 % |

| Година:    | 2023. | 2024.   |
| ---------- | ----- | ------- |
| Број људи: | 138   | 136     |
| Разлика:   |       | -1,44 % |

Према подацима о броју становника из 2011. године насеље је имало 161 становника.